# Борисенки (Ивановская область)
Борисенки — деревня в Пучежском районе Ивановской области России. Входит в состав Илья-Высоковского сельского поселения.

## География
Деревня расположена в восточной части Ивановской области, в зоне хвойно-широколиственных лесов, на правом берегу реки Родинки, вблизи юго-западной окраины города Пучежа, административного центра района. Абсолютная высота — 104 метра над уровнем моря. Западнее деревни находится д. Марковская, северо-западнее - д. Плужниково, южнее - заброшенное дачное товарищество, восточная сторона деревни примыкает к Пучежу, севернее деревни (на противоположном берегу речки Родинка) - также улицы Пучежа.

### Климат
Климат характеризуется как умеренно континентальный, с умеренно холодной снежной зимой и тёплым влажным летом. Среднегодовая температура воздуха — 2,6 °C. Средняя температура воздуха самого холодного месяца (января) — −12,1 °C (абсолютный минимум — −39 °C); самого тёплого месяца (июля) — 17,7 °C (абсолютный максимум — 30 °С). Безморозный период длится около 139 дней. Годовое количество атмосферных осадков — 658 мм, из которых 417 мм выпадает в период с апреля по октябрь. Снежный покров устанавливается в третьей декаде ноября и держится в течение 145 дней.

### Часовой пояс
Деревня Борисенки, как и вся Ивановская область, находится в часовой зоне МСК (московское время). Смещение применяемого времени относительно UTC составляет +3:00.

## История
До революции деревня относилась к Горбунихинской волости Юрьевецкого уезда Костромской губернии. С 1918 года в составе Иваново-Вознесенской губернии, с 1929 года в составе Пучежского района Ивановской области, с 2005 года — в составе Илья-Высоковского сельского поселения.
До середины 1960-х гг. обучение детей велось в Стоюнинской начальной школе (1 км на запад от деревни, на юго-западной окраине деревни Плужниково). Там обучались дети из окрестных деревень: Плужниково, Борисенки, Марковская, Дегтяриха, Гусельниково, Лихуниха, Киселиха. До настоящего времени здание школы не сохранилось.
Стоюнинская школа основана как земская школа в 1907 г.
В советские годы неоднократно поднимался вопрос о присоединении деревни к Пучежу.
В начале 1990-х гг. пространство южнее деревни было использовано под дачные участки, на которых в числе прочего возводились и небольшие постройки. К началу 2000-х гг. большинство участков было заброшено; строения стали ветшать.

## Транспорт и инфраструктура
Остановка городского транспорта в Пучеже (ост. "Сельхозтехника") находится в пешей доступности от деревни (0,1 км). C автостанции г. Пучеж можно доехать до других населенных пунктов пригородного или междугороднего сообщения (Москва, Иваново, Кинешма, Нижний Новгород).
Деревня фактически является продолжение ул. 2-я Производственная (г. Пучеж), на которой располагаются магазины, почта, детский сад, районный суд (от деревни 0,5 - 1 км). 

## Население
| 2010 |
| ---- |
| 38   |

### Национальный состав
Согласно результатам переписи 2002 года, в национальной структуре населения русские составляли 100 % из 39 чел.